# Carpodacus
Carpodacus je rod ptáků z čeledi pěnkavovitých z rozsáhlé podčeledi Carduelinae. Převážná většina zástupců nese v češtině jméno hýl, C. sillemi je známá jako pěnkavice tibetská. Rod Carpodacus je rozšířen převážně v asijské části paleoarktu. Do Evropy zasahuje hýl rudý (Carpodacus erythrinus), v Egyptě se vyskytuje hýl sinajský (Carpodacus synoicua).

## Systematika
Rod Carpodacus ustanovil v roce 1829 Johann Jakob Kaup. Název vytvořil složením řeckých slov καρπος = plod a δάκνω = kousat. Rod Carpodacus původně zahrnoval poměrně velkou řadu druhů pěnkavovitých ptáků, avšak na základě fylogenetické studie z roku 2012 došlo v rodu k řadě změnám, mj. vyjmuti severoamerických hýlů do samostatného rodu Haemorhous nebo ustanovení monotypických rodů Agraphospiza a Procarduelis pro druhy původně zařazené v Carpodacus. Fylogenetické studie ukázaly, že šatovníci z Havajských ostrovů jsou s rodem Carpodacus úzce příbuzní. Jejich poslední společný předek žil někdy před 7,24 či 15,71 miliony lety. Moderní taxonomie řadí do rodu Carpodacus následujících 28 druhů:
| Český název                                              | Vědecký název                                                                     | Obrázek | Rozšíření                                                           | Poddruhy                                                                                             | Poznámka                             |
| -------------------------------------------------------- | --------------------------------------------------------------------------------- | ------- | ------------------------------------------------------------------- | --- | ------------------------------------ |
| hýl alpínský syn. hýl bělobrvý                           | Carpodacus thura Bonaparte & Schlegel, 1850                                       |         | Afghánistán, Bhútán, Indie, Nepál a Pákistán                        | ssp. (C. t. blythi) (C. t. Thura)                                                                    |                                      |
| hýl boninský                                             | Carpodacus ferreorostris† (Vigors, 1829) syn. (Chaunoproctus ferreorostris)       |         | ostrov Čičidžima                                                    | | vyhynulý druh                        |
| hýl čínský                                               | Carpodacus trifasciatus J. Verreaux, 1871                                         |         | severovýchodní Indie, střední Čína                                  | |                                      |
| hýl nádherný                                             | Carpodacus pulcherrimus (F. Moore, 1856)                                          |         | středozápadní Čína a severní Himálaj                                | ssp. (C. p. argyrophrys) (C. p. pulcherrimus)                                                        |                                      |
| hýl rudočelý                                             | Carpodacus subhimachalus (Hodgson, 1836) syn. (Pinicola subhimachala)             |         | Bhútán, Čína, Indie, Myanmar a Nepál.                               | |                                      |
| hýl rudopláštíkový syn. hýl Brandtův                     | Carpodacus rhodochlamys (Brandt, 1843)                                            |         | Rusko, stř. Asie, Afghánistán, Čína, Indie, Mongolsko, Pákistán     | |                                      |
| hýl rudý                                                 | Carpodacus erythrinus (Pallas, 1770)                                              |         | severovýchodní Evropa, Asie                                         | ssp. (C. e. erythrinus) (C. e. ferghanensis) (C. e. grebnitskii) (C. e. Kubanensis) (C. e. roseatus) |                                      |
| hýl růžovobrvý                                           | Carpodacus rodochroa (Vigors, 1831)                                               |         | Bhútán, Tibet, Indie, Nepál a Pákistán.                             | |                                      |
| hýl růžovohrdlý syn. hýl skrývavý                        | Carpodacus edwardsii J. Verreaux, 1871                                            |         | Bhútán, Čína, Indie, Myanmar a Nepál.                               | ssp. (C. e. edwardsii) (C. e. rubicundus )                                                           |                                      |
| hýl růžový                                               | Carpodacus roseus (Pallas, 1776)                                                  |         | Čína, Japonsko, Kazachstán, Korea, Mongolsko a Rusko.               | ssp. (C. r. portenkoi) (C. r. roseus)                                                                |                                      |
| hýl sibiřský syn. hýl dlouhoocasý                        | Carpodacus sibiricus (Pallas, 1773) syn. (Loxia sibirica) syn. (Uragus sibiricus) |         | Japonsko, Kazachstán, Korea, Mongolsko a Rusko                      | ssp. (C. s. henrici) (C. s. lepidus) (C. s. sanguinolentus) (C. s. sibiricus) (C. s. ussuriensis)    |                                      |
| hýl sinajský syn. hýl plavý                              | Carpodacus synoicus (Temminck, 1825)                                              |         | Egypt, Izrael, Jordánsko a Saúdská Arábie.                          | |                                      |
| hýl skvrnitokřídlý                                       | Carpodacus rodopeplus (Vigors, 1831)                                              |         | Indie a Nepál                                                       | |                                      |
| hýl šarlatový                                            | Carpodacus sipahi (Hodgson, 1836) syn. (Haematospiza sipahi)                      |         | od Himálaje přes severovýchodní Indii až k jihu Thajska             | |                                      |
| hýl tibetský                                             | Carpodacus roborowskii (Przewalski, 1887)                                         |         | Sin-ťiang                                                           | |                                      |
| hýl velehorský syn. hýl hnědobřichý syn. hýl červenoprsý | Carpodacus puniceus (Blyth, 1845)                                                 |         | Afghánistán, Bhútán, Čína, Indie, Nepál, Pákistán, Rusko, stř. Asie | ssp. (C. p. Humii) (C. p. kilianensis) (C. p. longirostris) (C. p. puniceus) (C. p. sikangensis)     |                                      |
| hýl velký                                                | Carpodacus rubicilla (Güldenstädt, 1775)                                          |         | Rusko, střední Asie, Mongolsko, Pákistán, až východní Čína          | ssp. (C. r. diabolicus ) (C. r. kobdensis) (C. r. rubicilla) (C. r. severtzovi)                      |                                      |
| hýl větší                                                | Carpodacus rubicilloides Przewalski, 1876                                         |         | Bhútán, Čína, Indie a Nepál                                         | ssp. (C. r. lucier) (C. r. rubicilloides)                                                            |                                      |
| hýl vínorudý                                             | Carpodacus vinaceus J. Verreaux, 1871                                             |         | Nepál, Čína až severní Myanmar                                      | |                                      |
| pěnkavice tibetská                                       | Carpodacus sillemi (Roselaar, 1992) syn. (Leucosticte sillemi)                    |         | Korejský poloostrov, Čína, Rusko, Japonsko                          | | Známa jen ze dvou exemplářů z r.1929 |
|                                                          | Carpodacus davidianus Milne-Edwards, 1865 syn. (C. pulcherrimus davidianus)       |         | Čína                                                                | |                                      |
|                                                          | Carpodacus dubius Przewalski, 1876 syn. (C. thura dubius)                         |         | střední Čína a východní Tibet                                       | ssp. (C. d. deserticolor ) (C. d. dubius) (C. d. femininus)                                          |                                      |
|                                                          | Carpodacus formosanus Ogilvie-Grant, 1911 syn. (C. vinaceus formosanus)           |         | Tchaj-wan                                                           | |                                      |
|                                                          | Carpodacus grandis Blyth, 1849 syn. (C. rhodochlamys grandis)                     |         | severní Afghánistán až po západní Himálaj                           | |                                      |
|                                                          | Carpodacus stoliczkae (Hume, 1874) syn. (C. synoicus stoliczkae)                  |         | Afghánistán a Čína                                                  | ssp. (C. s. beicki) (C. s. salimalii) (C. s. stoliczkae)                                             |                                      |
|                                                          | Carpodacus verreauxii (David & Oustalet, 1877 syn. (C. rodopeplus verreauxii)     |         | střední Čína až severní Myanmar                                     | |                                      |
|                                                          | Carpodacus waltoni (Sharpe, 1905)                                                 |         | střední Čína a východní Tibet                                       | ssp. (C. w. eos) (C. w. waltoni)                                                                     |                                      |
| hýl růžovobřichý                                         | Carpodacus waltoni eos (Stresemann, 1930) syn. (Carpodacus eos)                   |         |                                                                     | | ?                                    |